# Erling Eriksen
Erling Eriksen var en norsk regissör, manusförfattare och filmproducent. År 1922 regisserade han sin enda film, komedin Kjærlighet paa pinde, som han också skrev manus till. År 1925 producerade han Harry Ivarsons Fager er lien.

## Filmografi

### Regi och manus
- 1922 – Kjærlighet paa pinde

### Producent
- 1925 – Fager er lien